# Касторовое масло
Касто́ровое масло («касто́рка», масло клещевины, лат. Оleum Ricini) — растительное масло, получаемое из растения клещевина обыкновенная, смесь триглицеридов рицинолевой, линолевой и олеиновой кислот. Касторовое масло не высыхает, не образует плёнки. Большую его долю (80 %) составляют глицериды вязкой рицинолевой кислоты, содержащей только одну ненасыщенную связь углерод-углерод. Остальное приходится на глицериды линолевой и олеиновой кислот. Название заимствовано от англ. castor oil, которое, в свою очередь, произошло от английского названия клещевины — англ. castor plant. По одной из версий, оно появилось ввиду того, что масло данного растения стали использовать как замену кастореуму.

## Физико-химическая характеристика
Молекулярная формула: C3H5(C18H33O3)3. Прозрачная или слегка желтоватая жидкость (tзамерзания = −16 °C), густая и вязкая. Запах слабый, вкус своеобразный.
Ненасыщенные соединения под действием кислорода воздуха и света окисляются. Продукты окисления инициируют полимеризацию ненасыщенных соединений — так происходит, например, в подсолнечном масле. В касторовом же содержание двойных связей невелико, его компоненты не полимеризуются.
Регистрационный номер CAS: 8001-79-4.

## Получение
Касторовое масло получают из семян клещевины путём холодного прессования. Плоды клещевины, из которых отжимают касторовое масло, больше чем наполовину состоят из растительных жиров, они содержат также около 15-20 % белковых веществ. Для нужд фармацевтической промышленности применяется рафинирование касторового масла.

## Применение

### Химическая промышленность
Касторовое масло используется для получения алкидных и эпоксидных смол, ализаринового масла, энантового альдегида, себациновой и ундециленовой кислот. Используется как полиол в реакции получения полиуретанов.

### Смазочные материалы
В качестве смазочного масла касторовое имеет ряд преимуществ по сравнению с минеральными маслами: широкий диапазон рабочих температур (Tзамерзания=-16, Tвспышки=275 °C), нерастворимость в нефтепродуктах, нетоксичность, неагрессивность по отношению к большинству пластмасс. Основными недостатками, ограничивающими применение этого вещества в качестве смазочного материала, являются его быстрая окисляемость и низкая теплопроводность.
На заре развития авиации касторовое масло использовалось как моторное масло для поршневых авиационных двигателей. В настоящее время имеет применение в авиамоделизме в системе смазки калильных и компрессионных двигателей.
Используется для смазки деталей машин в пищевой промышленности и как компонент пластичных смазок (например, «ВНИИНП-291», «Бензиноупорная»).

### Жидкости для гидроприводов
В прошлом широко были распространены жидкости на касторовой основе для гидроприводов тормозов автомобилей. Состояли из смеси равных долей касторового масла и спирта. Жидкость ЭСК — этиловый спирт и касторовое масло, БСК — бутиловый спирт и касторовое масло.
Первая давно не производится, так как имеет низкую температуру кипения и содержит легко отделяемый этиловый спирт. Имела хождение до 1950-х годов.
Вторая используется в тормозных системах только с барабанными тормозными механизмами (грузовиков и легковых автомобилей старых моделей, например, ГАЗ-24). Характеризуется высокой стойкостью, не гигроскопична, не агрессивна для резиновых деталей, обладает смазывающими и антикоррозийными свойствами. В США аналогичные жидкости выпускались (и выпускаются в наши дни для антикварных автомобилей) по стандарту DOT-2.

### Медицинское применение
Известное слабительное средство. При приёме внутрь в тонком кишечнике расщепляется липазой, в результате чего образуется рицинолевая кислота, вызывающая раздражение рецепторов кишечника (на всем его протяжении) и рефлекторное усиление перистальтики. Эффект после использования слабительного наступает не сразу, а после нескольких часов.
Касторовое масло применяется как средство для укрепления волос.
Касторовое масло является основой ряда мазей и бальзамов (в том числе мази Вишневского).
Полиоксиэтиленовое производное касторового масла известно также как «этокас» и «кремофор» (Etocas торговое наименование CRODA, доступен в суперочищенной “Super Refined” форме для парентеральных лекарственных средств; (Cremophor EL как товарная марка BASF, ныне с повышенной очисткой перебрендирован в Kolliphor EL), поверхностно-активное вещество, используемое для солюбилизации малорастворимых субстанций. Среди его использований — «Таксол» и «Таксотер», наиболее применяемые лекформы противораковых лекарств паклитаксела и доцетаксела с годовыми продажами каждого из них в несколько миллиардов долларов.
При этом было показано, что длительное использование мази Вишневского для лечения хронических кожных язв, ран или ожогов можно связать с повышенным риском рака кожи, гематологических и других заболеваний, а кремофор в противораковых лекарствах добавляет собственную аллергенность к побочным эффектам субстанций. Ведется множество исследований, направленных на замену носителей на основе касторового масла более безопасными.

### Пищевая промышленность
В пищевой промышленности касторовое масло может использоваться в качестве разделяющего агента. Зарегистрировано в качестве пищевой добавки E1503. Для его применения в этом качестве на территории России требуется дополнительное разрешение Института питания РАМН.

### В быту
Касторовое масло — одно из известных масел, которое не высыхает с годами и не боится морозов. Касторовое масло незаменимо для ухода за изделиями из гладкой кожи: обувью, одеждой, шорными изделиями и т. д. Оно хорошо впитывается, не загустевает со временем, придаёт коже гибкость и водоотталкивающие свойства, восстанавливает её, если она пересохла. Оптимально применение касторового масла в смеси с льняным маслом и пчелиным воском в пропорции 8:1:1.

### «Фашистское лекарство»
Принудительное кормление жертвы касторкой широко применялось итальянскими фашистами как метод издевательства над своими политическими противниками. В знаменитом фильме  Федерико Феллини "Амаркорд" было показано такое кормление.